# 忠勇勳章
忠勇勳章爲中華民國之軍職勳章，用以表彰在保衛國家作出貢献，作戰中英勇殺敵、負傷不退或臨危指揮戰鬥的軍人。忠勇勳章於1944年9月23日正式開始頒發。其等級在五等寶鼎/雲麾勳章之下，六等寶鼎/雲麾勳章之上。
2016年，時任民主進步黨立法委員蔡適應認為，現行陸海空軍勳賞條例之規定，未將承平時期英勇行為的軍人納入，與現今中華民國國軍任務現狀有所扞格，大幅降低英勇之國軍官兵獲頒的機會，與現今國軍任務已不盡符合，因此提案修法，增訂「為保衛民眾，忠於職守，自動表現超越尋常之英勇行為，足資矜式者」，可由中華民國總統特令頒給。該案已在2016年10月21日在中華民國立法院三讀通過。